# Oblačinska
Oblačinska ist eine   serbische Sorte der Sauerkirsche (Prunus cerasus).
Es ist eine genetisch uneinheitliche alte lokale Landsorte, aus der einige Hochleistungsklone ausgelesen wurden. Sie stellt eine der Handvoll Sauerkirschsorten mit der weltweit größten kommerziellen Bedeutung dar. Die Früchte eignen sich hauptsächlich zur Verarbeitung, beispielsweise zu Marmelade, Kuchen und Spirituosen.

## Beschreibung
Die anspruchslosen Bäume sind schwachwüchsig und liefern früh regelmäßige und hohe Erträge (15–20 Tonnen pro Hektar). Sie sind sehr widerstandsfähig gegen Sprühfleckenkrankheit und Kirschen-Bitterfäule (Glomerella ssp.).
Die Blüten sind selbstfruchtbar. Die hochwertigen Früchte sind recht einheitlich klein (starke 3 Gramm/Stück) mit etwa 9 % Steinanteil und reifen einheitlich. Durch die verletzungsfreie Stiellöslichkeit sind sie für maschinelle Ernte geeignet. Ihre Haut ist dunkelrot und dünn, das aromatische Fleisch ist mittelfest und saftig mit reichlich Säure (1 bis 1,2 %) und über 8 (bis 10) % Zucker (gesamte lösliche Trockensubstanz: etwa 17 %).

## Bedeutung und Kultur
In Serbien und Montenegro gehören Sauerkirschen mit 100.000 Tonnen Erntevolumen auf 14.000 Hektar zu den drei wichtigsten Obstkulturen. Serbien findet sich unter den zehn wichtigsten Erzeugerländern weltweit und exportiert viel. Oblačinska ist hier die vorherrschende Sorte. Durch die langjährige Kultivierung in unterschiedlichen Umgebungsbedingungen und unterschiedliche, auch generative Vermehrung hat sich eine Population genetisch uneinheitlicher Formen entwickelt. Die meisten Anbauflächen konzentrieren sich im Südosten um Niš und in der Provinz Vojvodina.
Die Bäume werden größtenteils auf eigenen Wurzeln kultiviert und offenkronig (open vase/open center) erzogen. Veredelte Bäume stehen dagegen überwiegend als Spindeln auf wilden Sämlingen von Vogelkirsche und Steinweichsel. Gelegentlich wird die Sorte selbst als schwachwüchsige Unterlage oder Stammbildner für Süßkirsche verwendet.